# Копальня Бочеджано/Кампіано
Копальня Бочеджано/Кампіано (Boccheggiano/Campiano) – колишнє гірничодобувне підприємство, що діяло на півдні італійського регіону Тоскана, дещо менш ніж за вісім десятків кілометрів на південний захід від Флоренції.
Відомо, що у 16 столітті в районі невеличкого гірського селища Бочеджано вели розробку залізного госсану (окисненої «шляпи», що зазвичай формується над родовищами сульфідних руд у наближених до поверхні шарах). 
У 18 столітті в цьому районі узялись за розробку мідних жил, яка набула особливого розвитку вже наприкінці 19 століття. Як наслідок, з 1889 по 1914 роки із кварцево-мідної жили Бочеджано (простягалась на 2 км та мала товщину від 1 до 25 метрів) вилучили 1,5 млн тон руди із середнім вмістом міді від 4% до 8%.
Втім, найбільш масштабні за обсягом гірничі роботи у підсумку виявились пов’язані з розробкою покладів піриту, що стартувала в 1906 році (розвиток європейської промисловості добрив стимулював попит на пірит, що на той час був головною сировиною для отримання сульфатної кислоти, якою, в свою чергу, провадиться розклад фосфоритів). При цьому виникли численні шахти – Баціоло (Baciolo), Багноло, Балларіно, Мулігноні (Mulignoni), Рігагноло, Фонтебона, Фонталчінальдо (Fontalcinaldo) та ряд більш дрібних (відомо, що існували ще щонаймеше шахти Ботроні та Мерсе), а загальний обсяг вилученої руди склав кілька десятків мільйонів тонн. Також можливо відзначити, що в першій половині 1960-х неподалік з’явився потужний споживач піритів – хімічний та металургійний комплекс у Скарліно.
Завершальним етапом стала розробка покладу Кампіано, виявленого розвідувальним бурінням на початку 1970-х. Якщо глибина виробіток на жилі Бочеджано не перевищувала 220 метрів, то для Кампіано цей показник виявився суттєво більшим – в межах проекту спорудили чотири шахтні стовбури, з яких два мали глибину по 740 метрів та два по 520 метрів. Станом на 1986 рік поклад Кампіано вже перебував у розробці 4 роки, при цьому середньорічний видобуток становив 0,55 млн тон. Загальний обсяг рудного тіла Кампіано оцінювали у 30 млн тон, втім, робота копальні припинилась у 1994 році. Відомо, що всього з шахти Кампіано вилучили 1,47 млн м3 породи.